# 扬·加马尔尼克
扬·鲍里索维奇·加马尔尼克（俄語：Ян Бори́сович Гама́рник，1894年6月2日（14日）—1937年5月31日）是苏联的军事领导人、全联盟共产党（布尔什维克）中央组织局委员、白俄罗斯共产党中央委员会第一书记、苏共远东地区委员会第一书记。他是犹太人。

## 生平
1894年，出生于沃利尼亚省日托米尔犹太人家庭。1913年，在彼得堡大学学习。1915年，毕业于基辅大学法律系。1916年，加入俄国社会民主工党。1917年，任俄国社会民主工党基辅委员会委员、书记，11月十月革命发生后与格奥尔基·列昂尼多维奇·皮达可夫领导了基辅布尔什维克起义。
1918年，任基辅革命委员会委员、乌克兰苏维埃中央执行委员会委员、乌克兰共产党第一次代表大会筹备组织局委员。1919年，任乌克兰共产党敖德萨省委主席、敖德萨防御委员会委员、步兵第58师政委1920年，任敖德萨省和基辅省委主席、基辅省革命委员会和执行委员会主席。
1923年，任滨海省执行委员会主席、远东革命委员会主席，远东边疆区执行委员会、远东边疆区委书记、西伯利亚革命军事委员会委员。1928年，任白俄罗斯共产党中央第一书记、白俄罗斯军区革命军事委员会委员。1929年，任苏军政治部主任和苏联革命军事委员会委员、《红星报》责任编辑。1930年，兼任苏联革命军事委员会政治部主任、苏联革命军事委员会副主席和副陆海军人民委员。1934年，任分管全军政治工作苏联副国防人民委员。
1937年，被指控参与了图哈切夫斯基军事法西斯阴谋活动。5月31日，在家中开枪自杀，妻子遭到逮捕死在集中营，女儿被判6年徒刑。1955年，平反。